# A Csillagkapu szereplőinek listája
A tíz éven át futó német-kanadai-amerikai sci-fi sorozat, a Csillagkapu tekintélyes számú és fajú szereplőket sorakoztatott fel. A Csillagkapu-franchise-hoz tartozó Csillagkapu: Atlantisz, Stargate Universe és a két, csak DVD-re megjelent film, a Csillagkapu: Az igazság ládája és a Csillagkapu: Continuum számos közös szereplővel rendelkezett, melyek bár külön sorozatokban, filmekben, de ugyanabban a kitalált univerzumban szerepeltek.

## Főszereplők
A Csillagkapu Parancsnokság (CSKP) parancsnokait kivéve a Csillagkapu főszereplői mind a CSK-1 tagjai, mely a Parancsnokság első számú CSK-csapata. A CSK-csapatok rendeltetése, hogy kapcsolatot teremtsenek idegen fajokkal, felderítést végezzenek idegen bolygókon. A CSK-1 összetételében a tíz évad során történtek változások, az epizódokban megjelenő párhuzamos univerzumok CSK-1 csapata is más tagokból állt.

### Jack O'Neill
Jack O'Neill ezredes 1994-ben tűnt fel először a Csillagkapu című filmben, melyet Dean Devlin és Roland Emmerich írt, és Kurt Russell alakította. O'Neill ezredes az Egyesült Államok Légierejének ezredese, ő vezeti át az első csapatot a csillagkapun keresztül egy felderítő küldetésre. Miután létrejön a Csillagkapu Parancsnokság a sorozat Az Istenek gyermekei című részben, ami a Csillagkapu-sorozat bevezető epizódja, Richard Dean Anderson alakításában O'Neill lett a parancsnoka a CSK-1-nek. A 8. évadban tábornokká kinevezésével O'Neillt választják a Csillagkapu Parancsnokság új vezetőjének, miután Hammond tábornok távozik a sorozatból. A 9. évad elején O'Neillt ismét előléptetik, ezúttal a Föld Védelmi Szervezetének élére nevezik ki, így Richard Dean Anderson elhagyhatja a sorozatot, hogy több időt tölthessen családjával. O'Neill ezredes a Csillagkapu sorozat első nyolc évadjának legtöbb részében jelen van, míg a 9-10. évadban mindössze négy részben szerepel.

### Samantha Carter
Samantha Carter asztrofizikus, az Egyesült Államok Légierejének századosa, megformálója Amanda Tapping. Első megjelenése Az Istenek gyermekeiben van, amikor csatlakozik a Jack O'Neill által vezetett CSK-1 csapathoz. A 3. évadban őrnaggyá, a 8. évad elején alezredessé léptetik elő, és ő irányítja a CSK-1-et. A 9. évad elején Cartert az 51-es körzet kutatási részlegéhez helyezik át, de több küldetésben is csatlakozik a CSK-1-hez, akkor már Cameron Mitchell vezetése alatt. Az Ori fenyegetés legyőzése után – ami az Igazság ládájában történt – ezredessé kinevezése után az atlantiszi expedíció parancsnoka lesz a 4. évad elején.
Samantha Carter a Csillagkapu sorozat szinte minden részében szerepelt, kivéve öt epizódnyi szünetet Amanda Tapping szülési szabadsága miatt.

### Daniel Jackson
A Csillagkapu filmben mutatkozott be főszereplőként, ott James Spader alakította, az ezt követő televíziós sorozatban pedig Michael Shanks. Daniel Jackson nem katonaként tart a csapatokkal, ő archeológus és nyelvész. Miután elrabolják feleségét, Sha're-t a sorozat Az Istenek gyermekei című bevezető részében, Jackson csatlakozik a CSK-1-hez, hogy megtalálja őt.
Shanks elhagyta a sorozatot a 6. évadban, Corin Nemec karaktere, Jonas Quinn váltotta fel őt a csapatban. A 6-7. évad során visszatérő szereplő volt, majd a 7. évadban a producerek és Shanks új szerződést dolgoztak ki. A 7. évadban így Daniel Jackson visszatért, mint főszereplő, Jonas pedig visszatérő karakterré vált ebben az évadban.

### Teal’c
Teal’c egy jaffa harcos, aki a Chulak nevű bolygóról érkezett. A színész Christopher Judge alakítja. Teal’c külsőleg emberi megjelenésű, de hasában egy erszény van, amiben egy goa’uld lárva növekszik. A szimbióta lárva megnövekedett erőt, egészséget, gyógyulási ütemet és hosszú életet biztosít a gazdatestének; Teal’c körülbelül 100 éves a sorozat elején és nagyjából 50 évet öregedett a sorozat végéig. A karakter figyelemreméltó külső jegye egy arany tetoválás a homlokán, mely a rendszerúr, Apófisz jele, akit első harcosként szolgált a Parancsnoksághoz csatlakozása előtt.
Teal’c először a sorozat Az Istenek gyermekei című bevezető epizódjában jelent meg. Ezután a 8. évad A megszabadított Prométheusz című részen kívül minden Csillagkapu epizódban szerepelt, beleértve a Csillagkapu: Az igazság ládája és a Csillagkapu: Continuum című, csak DVD-re kiadott filmeket is. Ezek mellett megjelent a Csillagkapu: Atlantisz sorozat 4. évadjának két részében is (Találkozás, Az állomás).

### George S. Hammond
A Don S. Davis által alakított Hammond tábornok a Csillagkapu Parancsnokság vezetőjeként szolgál a sorozat első hét évadában. A 7. évad utolsó, Az elveszett város című részében áthelyezik Washingtonba, ahol a Föld biztonságáért felelős részleg (a Bolygóvédelem) vezetője lesz. A 10. évadban megemlítik a visszavonulását, a Csillagkapu: Atlantisz című sorozat utolsó részében pedig bejelentik a halálát.
Don S. Davis az egészségi problémái miatt a hetedik évad végén kénytelen volt elhagyni a sorozatban játszott állandó szerepét, de vendégszereplőként többször is visszatért, és egy alkalommal feltűnt a Csillagkapu: Atlantisz első évadában is. Davis 2008 júniusában szívroham következtében elhunyt, Hammond tábornokként utoljára a Csillagkapu: Continuum című DVD filmben szerepelt.

### Hank Landry
Az Az Amerikai Egyesült Államok Légierejének tábornoka. Megformálója Beau Bridges. A Csillagkapu 9. évadától csatlakozott a sorozathoz, Hammond tábornok helyét vette át a Csillagkapu Parancsnokság vezetőjeként.
Landry a vietnámi háború pilótája volt, ahol megismerkedett egy vietnámi nővel, Kim Lammal. Született egy lányuk, Carolyn Lam, azonban a katonai szolgálat miatt Landry nem tartotta a kapcsolatot családjával. Carolyn orvos lett és a sorozat 9-10. évadában csatlakozott a Parancsnoksághoz (Lexa Doig). A 10. évad A család köteléke című részében a család újra egymásra talál.

### Cameron Mitchell
Ben Browder alakításában Mitchell alezredes a sorozat főszereplője a 9. évad első, Avalon című részétől kezdve a sorozat végéig, majd a Csillagkapu: Az igazság ládája és a Csillagkapu: Continuum című csak DVD-re megjelent filmeknek is.
A 9. évad első epizódja bemutatja Mitchell erőfeszítéseit, hogy újraegyesítse a korábbi CSK-1-et saját vezetése alatt. A 9-10. évadban Samantha Carter ezredes, dr. Daniel Jackson, a sztoikus Teal’c és a földönkívüli tolvaj, Vala Mal Doran segítségével Mitchell megkísérli megállítani az Ori fenyegetést, ami a Tejút galaxisát fenyegeti. Mitchell tapasztalt vadászpilóta és küldetései során gyakran kerül közelharcba.

### Vala Mal Doran
Vala karakterét Claudia Black színésznő alakításában Damian Kindler és Robert C. Cooper alkotta meg. A 8. évad A megszabadított Prométheusz című epizódjától kezdődően volt a sorozat vendégszereplője (2004). A Vala és Daniel Jackson között érezhető érzelmi vibrálás és a producerek és közönség előtti népszerűség miatt Claudia Black visszatérő szereplő lett a 9. évadban (2005-2006), majd a 10. évadban a főszereplők közé került (2006-2007).
A megszabadított Prométheusz című epizódban Vala egy szexis és kártékony emberként kerül bemutatásra, aki egy számunkra nem ismert bolygó goa'uldja volt egykor. A 9. évadban Vala és Daniel elindítja a Ori történetfonalát. Miután a 10. évadban Vala világra hozta gyermekét, az Ori hódító csapatainak új vezetőjét, csatlakozik a CSK-1-hez, hogy megállítsák az ellenséget. Claudia Black szintén szerepel a Csillagkapu: Az igazság ládája című filmben is, melyben az Ori legyőzését és ezzel a történetfonal befejezését láthatjuk. Egykori goa'uldjának, Queteshnek alakjában látjuk őt újra a következő Csillagkapu filmben, a Csillagkapu: Continuumban.

## Visszatérő földi szereplők

### Csillagkapu Parancsnokság
A Csillagkapu Parancsnokság titkos katonai szervezet. A Csillagkapu Program központja, mely a NORAD (Észak-Amerikai Légvédelmi Parancsnokság) fennhatósága alatt működik Colorado Springsben, a Cheyenne-hegy mélyén. A Csillagkapu Parancsnokság feladata az, hogy működtesse a földi csillagkaput, és koordinálja a kapun át induló felfedezőküldetéseket és diplomáciai kapcsolatok kiépítését. A Parancsnokságot a Csillagkapu sorozat Az Istenek gyermekei című bevezető epizódjában hozták létre, amikor a goa’uld fenyegetést először felismerték. A sorozat írói fontolgatták, hogy a 8. évad után a Csillagkapu sorozatot lecserélik a Csillagkapu Parancsnokság című új műsorra, ám a Sci Fi Channel (SyFy) ehelyett további két Csillagkapu-évadra kötött szerződést.
| Szereplő                       | Megformálója                                                   | Részvétel                                         | Szerep                                                                     |
| ------------------------------ | -------------------------------------------------------------- | ------------------------------------------------- | -------------------------------------------------------------------------- |
| Vern Alberts                   | Bill Nikolai                                                   | 3., 4., 7. évad (7 epizód)                        | CSKP technikus                                                             |
| Elliot                         | Courtenay J. Stevens                                           | 5. évad (3 epizód)                                | Hadnagy                                                                    |
| Louis Ferretti                 | French Stewart, Brent Stait                                    | Csillagkapu film; 1. évad (3 epizód)              | A légierő tisztje, a legelső küldetés résztvevője                          |
| Janet Fraiser                  | Teryl Rothery                                                  | 1-7., 9. évad (75 epizód)                         | A CSKP egészségügyi tisztje                                                |
| Griff                          | Russell Ferrier                                                | 4. évad (3 epizód)                                | Százados, később őrnagy, a CSK-2 vezetője                                  |
| Walter Harriman (Norman Davis) | Gary Jones                                                     | 1-10. évad (108 epizód); Atlantisz                | CSKP technikus, általában ő működteti a csillagkaput                       |
| Charles Kawalsky               | John Diehl, Jay Acovone                                        | Csillagkapu film; 1-3., 8. évad (6 epizód)        | A légierő tisztje, a legelső küldetés résztvevője, később a CSK-2 vezetője |
| Carolyn Lam                    | Lexa Doig                                                      | 9-10. évad (11 epizód)                            | A CSKP egészségügyi tisztje, Landry tábornok lánya                         |
| Bill Lee                       | Bill Dow                                                       | 4., 6-10. évad (20 epizód); Atlantis              | Civil tudós, a CSKP mérnöke                                                |
| Robert Makepeace               | Steve Makaj                                                    | 1-3. évad (5 epizód)                              | A CSK-3 vezetője                                                           |
| McKenzie                       | Eric Schneider                                                 | 1., 3., 5. évad (4 epizód)                        | Orvos a CSKP-n                                                             |
| Pierce                         | Rob Lee                                                        | 4-6., 8. évad (6 epizód)                          | Százados, később őrnagy, a CSK-15 vezetője                                 |
| Reynolds                       | Eric Breker                                                    | 2., 5., 7-10. évad (16 epizód)                    | Őrnagy, később ezredes, a CSK-16 és CSK-3 vezetője                         |
| Robert Rothman                 | Jason Schombing                                                | 3-4. évad (3 epizód)                              | Tudós a CSKP-n                                                             |
| Siler                          | Dan Shea                                                       | 1-10. évad (42 epizód)                            | Őrmester, a CSKP technikusa                                                |
| Graham Simmons                 | Tobias Mehler                                                  | 2., 6. évad (5 epizód)                            | A légierő USAF hadnagya                                                    |
| Technikus                      | Laara Sadiq                                                    | 1-4. évad (14 epizód)                             | A CSKP technikusa, általában a kaput működteti                             |
| Warner                         | Kevin McNulty                                                  | 1-3. évad (4 epizód)                              | A CSKP orvosa                                                              |
| Elizabeth Weir                 | Jessica Steen, Torri Higginson, Michelle Morgan, Holly Dignard | 7., 8., 10. évad (5 epizód); Atlantis (62 epizód) | Civil, az Atlantisban a parancsnokság vezetője                             |

### CSK csapatok
A Csillagkapu Parancsnokság megalakulásakor 9 CSK csapat alakult, később 25-re nőtt. A csapattagok többsége az Amerikai Légierőből vagy a tengerészgyalogságból kerül ki, de vannak civil tagok és más országok katonaságának tagjai is, ami a csillagkapu létezésének felfedése után (Először az oroszoknak adtak hozzáférést a Megváltás második részében megismert egyezség szerint. Az orosz csapatot először a Metamorfózis című epizódban lehetett látni). Kis számú földönkívüli (Teal’c, Jonas Quinn és Vala Mal Doran) csapattag is van.

### NID/Tröszt/IOA tagok
Az NID egy háttérben működő hírszerző ügynökség. Feladata hivatalosan az, hogy civil felügyeletet biztosítson a szigorúan titkos katonai műveletek felett, de nem hivatalos elsődleges célja, hogy idegen technológiákat szerezzen meg. Az NID egy szakadár csoportja illegális tevékenységekkel próbálta a szervezet eredeti célját megvalósítani, később őket felváltotta a Tröszt. Az IOA létrehozásával az NID valamivel törvényesebb szervezetté változott, egyrészt a Csillagkapu Program titokban tartását felügyeli, másrészt a Csillagkapu Parancsnokságot segíti.
| Szereplő        | Megformálója   | Részvétel                                                                     | Szerep                                                                           |
| --------------- | -------------- | ----------------------------------------------------------------------------- | -------------------------------------------------------------------------------- |
| Malcolm Barrett | Peter Flemming | 5-7., 9-10. évad, (6 epizód) Atlantisz (2 epizód)                             | NID ügynök                                                                       |
| Chekov          | Gary Chalk     | 5-6., 8-9. évad (9 epizód)                                                    | Oroszország és a CSKP közötti összekötőtiszt, az IOA orosz képviselője           |
| Robert Kinsey   | Ronny Cox      | 1., 4-8. évad (11 epizód)                                                     | Amerikai szenátor, később alelnök                                                |
| Harry Maybourne | Tom McBeath    | 1-6., 8. évad (11 epizód)                                                     | A légierő ezredese, az NID tagja                                                 |
| Frank Simmons   | John de Lancie | 5-6. évad (5 epizód)                                                          | Az NID és a CSKP összekötője                                                     |
| Richard Woolsey | Robert Picardo | 7., 9-10. évad (7 epizód); Atlantis (26 epizód); Stargate Universe (1 epizód) | Az NID, később az IOA tagja, az Atlantisban rövid ideig a parancsnokság vezetője |
| Brooks          | Benita Ha      | 8. évad (2 epizód)                                                            | A Tröszt ügynöke, számítástechnikus                                              |

### Földi űrhajók legénysége
| Szereplő           | Megformálója       | Részvétel              | Szerep                                                                 |
| ------------------ | ------------------ | ---------------------- | ---------------------------------------------------------------------- |
| Catherine Ambrose  | Chelah Horsdal     | 8-9. évad (5 epizód)   | A légierő tisztje, a Prométheusz kormányosa                            |
| Paul Emerson       | Matthew Glave      | 9-10. évad (6 epizód)  | Az Odüsszeia parancsnoka                                               |
| Erin Gant          | Ingrid Kavelaars   | 6-7. évad (3 epizód)   | A légierő hadnagya, a Prométheusz kormányosa                           |
| Kevin Marks        | Martin Christopher | 9-10. évad (12 epizód) | A légierő tisztje a Prométheusz, az Odüsszeia és a Dédalusz fedélzetén |
| Lionel Pendergast' | Barclay Hope       | 8-9. évad (6 epizód)   | A Prométheusz parancsnoka                                              |
| William Ronson     | John Novak         | 6-7. évad (2 epizód)   | A légierő ezredese, a Prométheusz parancsnoka                          |

### Más visszatérő földi szereplők
| Szereplő           | Megformálója                            | Részvétel                                                               | Szerep |
| ------------------ | --------------------------------------- | ----------------------------------------------------------------------- | --- |
| Jacob Carter       | Carmen Argenziano                       | 2-8. évad (25 epizód)                                                   | A légierő visszavonult vezérőrnagya, Samantha Carter apja, később a Tok'ra Selmak gazdateste                             |
| Adrian Conrad      | Bill Marchant                           | 5-6. évad (3 epizód)                                                    | Gazdag üzletember, aki gyógyíthatatlan betegségben szenved, ezért goa'uld szimbiótát akar szerezni, hogy az meggyógyítsa |
| Paul Davis         | Colin Cunningham                        | 2-6., 8. évad (15 epizód); Continuum; Atlantisz                         | A légierő hadnagya, a Pentagonban dolgozik                                                                               |
| Julia Donovan      | Kendall Cross                           | 6., 8-10. évad (4 epizód)                                               | TV riporter. |
| Henry Hayes        | William Devane                          | 7. évad (3 epizód); Continuum                                           | Az Egyesült Államok elnöke                                                                                               |
| Catherine Langford | Viveca Lindfors, Elizabeth Hoffman, stb | Csillagkapu film; 1-2. évad (4 epizód)                                  | Részt vett a Gizában talált csillagkapu feltárásában                                                                     |
| Rodney McKay       | David Hewlett                           | 5-6., 8-10. évad (7 epizód); Atlantisz (95 epizód); Universe (1 epizód) | Tudós, az idegen technológiák szakértője                                                                                 |
| Robert Samuels     | Robert Wisden                           | 1., 8. évad (4 epizód)                                                  | A légierő alezredese |
| Pete Shanahan      | David DeLuise                           | 7-8. évad (4 epizód)                                                    | Rendőrnyomozó, aki romantikus kapcsolatban került Samantha Carterrel                                                     |
| Vidrine            | Steven Williams                         | 4., 7. évad (3 epizód)                                                  | A légierő tábornoka |

### A Csillagkapu franchise-ból visszatérő szereplők
A Csillagkapu: Atlantisz több főszereplője is visszatérő szereplője a Csillagkapu-nak:
- Rodney McKay (David Hewlett): "48 óra", "Megváltás", "Moebius", "Pegazus terv", "A járatlan út"
- Elizabeth Weir (Jessica Steen, Torri Higginson): "Az elveszett város", "Új világrend", "Pegazus terv"
- Richard Woolsey (Robert Picardo): "Hősök", "Beiktatás", "Prototípus", "A csapás", "Hús és vér", "Morfeusz", A lepel"
- John Sheppard (Joe Flanigan): "Pegazus terv"
- Evan Lorne (Kavan Smith): "Ellenséges terület", "A járatlan út"
- Radek Zelenka (David Nykl): "Pegazus terv"
- Lindsey Novak (Ellie Harvie): "A megszabadított Prométheusz"
- Abe Ellis (Michael Beach): Csillagkapu: Az igazság ládája

## Visszatérő idegen fajú szereplők

### Abydosziak
Abydos népét látogatta meg a Csillagkapu filmben Jack O'Neill csapatával, akik akkor Ré rabszolgái voltak. A CSK-1 lázadásra bátorította őket, együtt elpusztították Ré-t és harcosait.
| Szereplő         | Megformálója                  | Részvétel                                   | Szerep |
| ---------------- | ----------------------------- | ------------------------------------------- | --- |
| Kasuf            | Erick Avari                   | Csillagkapu film; 2-4. évad (3 epizód)      | az Abydoson élők vezetője, és Sha're és Skaara apja                                                                       |
| Sha're (Sha'uri) | Mili Avital, Vaitiare Bandera | Csillagkapu film; 1-3. évad (4 epizód )     | Kasuf lánya, aki Daniel Jackson felesége lett és a goa'uld Amonet (vagy Amaunet) gazdateste.                              |
| Skaara           | Alexis Cruz                   | Csillagkapu film; 1-3., 6. évad (6 epizód ) | Kasuf fia és Sha're testvére. A Csillagkapu filmben Skaara és barátai segítenek O'Neillnak és csapatának Ré legyőzésében. |

### Ősök
10 000 évvel ezelőtt kihaltak ám korántsem tűntek el nyom nélkül. Ők alkották meg a csillagkapuk rendszerét és az antarktiszi ős fegyvert. A Csillagkapu Atlantisz sorozat ezen a népen alapul. Ez a faj alkotta többek között az Atlantiszi állomást a gyűrűket és benne voltak a négy ősi faj "kötelékében". A hagyatékukban benne van a Dakara-i ős fegyver is mint ahogy a Plockranus The Onas-i állomás.

### Tok’rák
A goa’uldok és a tok’rák egy fajba tartoznak. Régen a tok’rák is goa’uldok voltak, azonban az egyik goa’uld királynő, Egeria szembeszegült a goa’uldokkal, elsősorban arroganciájuk miatt. Utódait hívjuk tok’ráknak. Ők is más fajokat használ gazdatestként, de csak a gazdatestül szolgáló egyén beleegyezésével foglalja el azt. Az együttélés a kölcsönös előnyökön alapul; a szimbióta megnövelt élettartamot és lassított öregedést biztosít a gazdatestnek, a gazda tudatának elnyomása nélkül. A gazdatest birtokába jut minden információnak, ami a szimbióta tudatában van. A tok’rák az életüket is feláldozzák, hogy a gazdatest tovább élhessen.
| Szereplő                     | Megformálója                       | Részvétel                | Szerep                                                                        |
| ---------------------------- | ---------------------------------- | ------------------------ | ----------------------------------------------------------------------------- |
| Aldwin                       | William deVry                      | 3-5. évad (4 epizód)     | Több küldetésben is csatlakozott a CSK-1-hez                                  |
| Anise/Freya                  | Vanessa Angel                      | 4. évad (3 epizód)       | Tok’ra tudós és történész                                                     |
| Malkshuri Jolinar/Roosha     | Amanda Tapping / Tanya Reid        | 2., 3. évad (3 epizód)   | A tok’ra Jolinar él Rosha testében, egy ideig Samantha Carter testében is élt |
| Lantash/Martouf              | J. R. Bourne, Courtenay J. Stevens | 2-4., 9. évad (7 epizód) | A tok'rák egyik vezetője, Jolinar kedvese                                     |
| Ren'al                       | Jennifer Calvert                   | 5. évad (3 epizód)       | A tok'ra Nagytanács tagja                                                     |
| Selmak/Saroosh, Jacob Carter | Joy Coghill, Carmen Argenziano     | 2-8. évad (24 epizód)    | Selmak Saroosh és Jacob Carter tok'rája                                       |

### Egyéb idegen fajú visszatérő szereplők
| Szereplő     | Megformálója                        | Részvétel                 | Szerep                                                              |
| ------------ | ----------------------------------- | ------------------------- | ------------------------------------------------------------------- |
| Cassandra    | Katie Stuart, Colleen Rennison, stb | 1-2., 5. évad (4 epizód)  | Egy fiatal lány a Hanka bolygóról, dr. Janet Fraiser fogadta örökbe |
| Chaka        | Dion Johnstone, Patrick Currie      | 4-5., 7. évad (3 epizód)  | Egy fiatal unasz, aki Daniel barátja lett                           |
| Dreylock     | Gillian Barber                      | 6-7. évad (3 epizód)      | Magas rangú tiszt a Kelownán, Langara nagykövete                    |
| Martin Lloyd | Willie Garson                       | 4-5., 10. évad (3 epizód) | Egy másik bolygóról származó ember, aki a Földön ragadt             |
| Lya          | Frida Betrani                       | 1., 3. évad (3 epizód)    | Nox lány                                                            |
| Shifu        | Lane Gates, stb                     | 2-4. évad (3 epizód)      | Sha're fia, a goa'uld Amoneth gazdateste, ő a Harszeszisz           |